# Народний комісаріат шляхів сполучення
Наро́дний комісаріа́т шляхів сполучення (НКШС або Наркомшлях) — державний орган РРФСР, потім СРСР, у ранзі міністерства, що керував діяльністю залізниць у 1917—1946 роках.

## Історія
Первинно утворений декретом 2-го Всеросійського з'їзду Рад 26 жовтня (8 листопада) 1917 року як Народний комісаріат у залізничних справах і входив до числа перших народних комісаріатів, утворених відповідно до декрету «Про започаткування Ради Народних Комісарів».
У зв'язку з передачею його у підпорядкування Управління внутрішнім водним транспортом перейменований на НКШС. Однак декретом РНК від 27 лютого 1918 року управління водними шляхами було передано ВРНГ й у підпорядкуванні НКШС залишились управління залізницями та організація залізничних перевезень.
З 1921 року НКШС передано управління автомобільним, гужовим і трамвайним транспортом, навантажувально-розвантажувальною і транспортно-експедиторською справою на всіх видах транспорту.
В ході Першої світової та громадянської війн було зруйновано понад 60 % мережі, 90 % локомотивного і 80 % вагонного парку. Тільки до 1928 року вдалось в основному відновити зруйнований залізничний транспорт і перевезення довести до обсягів 1913 року.
У 1931 та 1932 роках Рада народних комісарів СРСР ухвалила низку постанов, спрямованих на інтенсифікацію перевезень та покращення роботи залізничного і безрейкового транспорту.

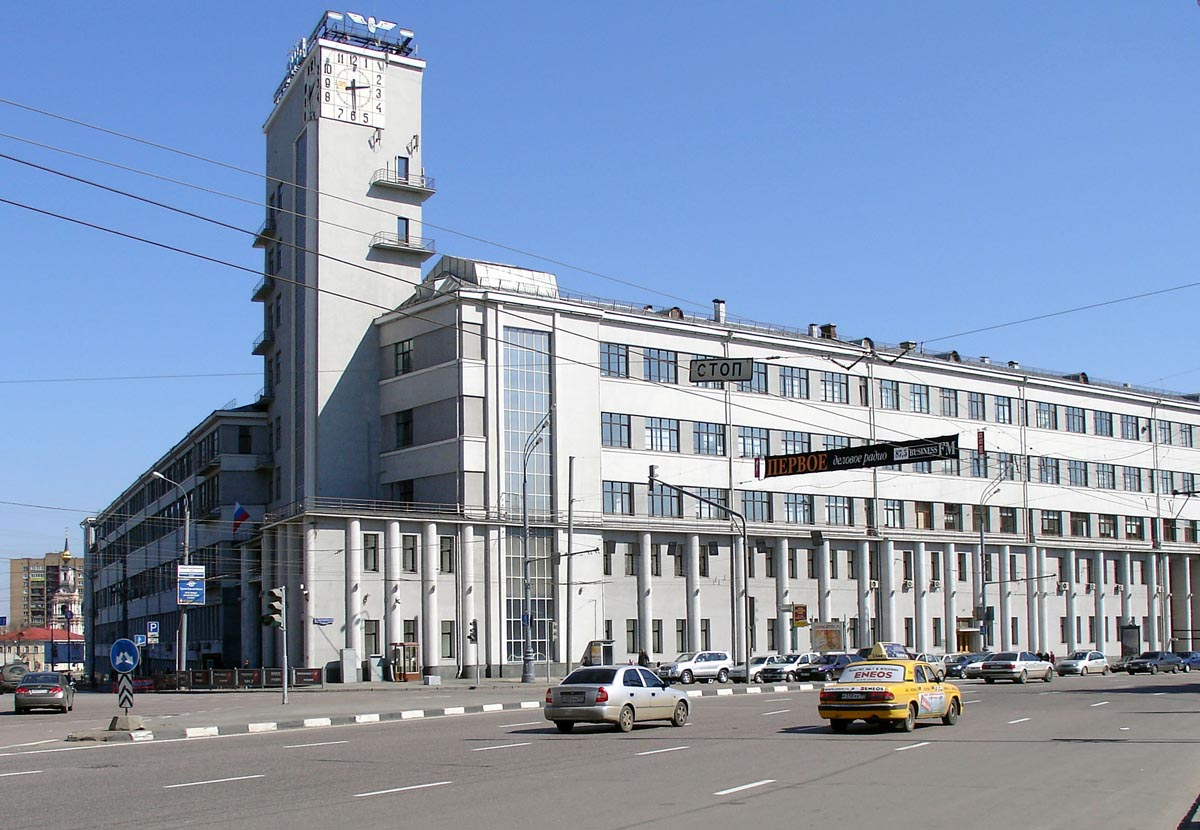
Будівля НКШС, 1934, арх. Іван Фомін

У 1932 році було прийнято рішення РНК про реконструкцію залізниць. Цим рішенням передбачалось: посилення шляху за рахунок укладання більш важких рейок, створення потужних паротягів (ФД, ИС), великовантажних 4-осних вагонів, переведення рухомого складу на автогальма й автозчеплення, створення систем напівавтоматичного й автоматичного блокування, упровадження механічної та електричної централізації стрілок і сигналів тощо.
1940 року експлуатаційна довжина мережі сягнула 106,1 тис. км, перевезення вантажів склали 592,6 млн т.
У часи німецько-радянської війни європейська частина мережі залізниць була цілком зруйнована, втрачено 40 % вагонів та 50 % локомотивів. Попри це, залізничний транспорт цілком забезпечив військові перевезення й транспортування вантажів на фронт. Відбудова залізниць і перешивання на радянську колію проводилися залізничними військами і спецформуваннями Народного комісаріату шляхів сполучення — мостопоїздами, військово-експлуатаційними відділеннями (ВЭО).
У 1946 році НКШС реформовано у Міністерство шляхів сполучення СРСР (МШС).

## Народні комісари шляхів сполучення
Першим Народним комісаром став Марк Єлізаров.
Також Наркомами шляхів сполучення були Лев Троцький, Фелікс Дзержинський і Лазар Каганович, іменем якого було названо Московський метрополітен, до того як він отримав ім'я В. І. Леніна.
| Народний комісар    | Час роботи                                |
| ------------------- | ----------------------------------------- |
| Марк Єлізаров       | 8 (21) листопада 1917 — 7 (20) січня 1918 |
| Олексій Рогов       | 24 лютого 1918 — 9 травня 1918            |
| Петро Кобозєв       | 9 травня 1918 — червень 1918              |
| Володимир Невський  | 25 червня 1918 — 15 березня 1919          |
| Леонід Красін       | 30 березня 1919 — 20 березня 1920         |
| Лев Троцький        | 30 березня 1920 — 10 грудня 1920          |
| Олександр Ємшанов   | 10 грудня 1920 — 14 квітня 1921           |
| Фелікс Дзержинський | 14 квітня 1921 — 6 липня 1923             |
| Ян Рудзутак         | 2 лютого 1924 — 11 червня 1930            |
| Мойсей Рухимович    | 11 червня 1930 — 2 жовтня 1931            |
| Андрій Андреєв      | 2 жовтня 1931 — 28 лютого 1935            |
| Лазар Каганович     | 28 лютого 1935 — 22 серпня 1937           |
| Олексій Бакулін     | 22 серпня 1937 — 5 квітня 1938            |
| Лазар Каганович     | 5 квітня 1938 — 25 березня 1942           |
| Андрій Хрулєв       | 25 березня 1942 — 26 лютого 1943          |
| Лазар Каганович     | 26 лютого 1943 — 20 грудня 1944           |
| Іван Ковальов       | 20 грудня 1944 — 15 березня 1946          |